# Féminisme en Égypte

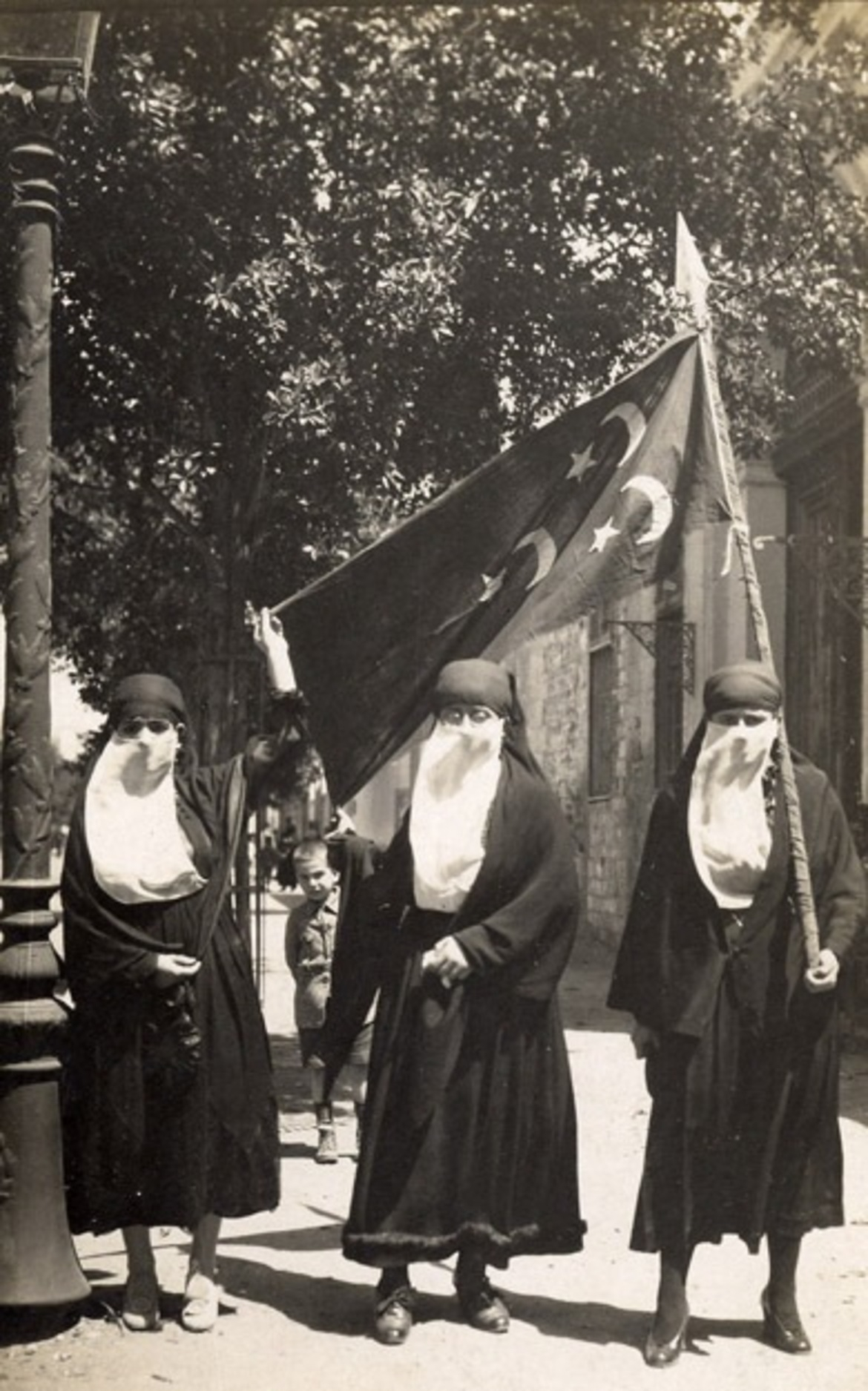
Manifestation de femmes au Caire en mars 1919.

Le féminisme égyptien concerne le mouvement d'émancipation des femmes en Égypte depuis la fin du XIXe siècle.

## Histoire

### Un féminisme actif dès leXIXesiècle
Dans la deuxième moitié du XIXe siècle, les écrits, poésies, essais, et romans, de Aïcha Taymour, célèbre à l'époque, témoignent de l'émergence d'une sensibilité féministe,. Aïcha Taymour est notamment l'auteure de Miroir de la contemplation (مرآة التأمل في الأمور), œuvre dans laquelle elle étudie les relations hommes / femmes, notamment sous l'angle juridique. Zaynab Fawwaz, dans son dictionnaire biographique et ses autres travaux, remet elle aussi en cause l'image alors développée selon laquelle les femmes égyptiennes du monde islamique n'avaient historiquement que peu de droits, montrant au contraire que malgré leur réclusion, elles étaient très actives dans les domaines de la littérature, de la religion et des affaires politiques de leur communauté.  En 1899, puisant largement dans leurs travaux, un juge musulman, Qasim Amin, jette un pavé dans la mare en publiant un livre titré The Liberation of Women, suivi l'année suivante par The New Woman. Il y défend l'idée que la survie du pays nécessite une élévation du statut des femmes, et qu'aussi bien le Coran que la loi islamique garantissent aux femmes et aux hommes une place égale dans la société. Huda Sharawi développe à partir de 1908 des actions philanthropiques et des services sociaux à destination des femmes, remettant en question leur besoin d'une protection masculine, afin de montrer qu'elles n'ont pas besoin des hommes. Elle fonde en 1914 l’Association intellectuelle des Égyptiennes, pose les bases théoriques du féminisme égyptien, et multiplie les conférences et échanges avec d'autres femmes, dont des Européennes. 
Pour autant, au début du XXe siècle, les femmes n'ont pas encore de rôle politique, y compris parmi l'aristocratie et la bourgeoisie. Les mariages sont souvent conclus entre les familles des futurs époux et la femme tient le plus souvent le rôle de mère au foyer, devant en particulier porter le voile lors de ses sorties.
C'est pourtant à cette période que naît le mouvement appelé « Réveil des femmes » et que les journaux de femmes se multiplient, comptant jusqu'à 30 titres. 
Malak Hifni Nasif fait présenter en 1911 devant l'Assemblée nationale un programme en 10 points visant à l'amélioration de la situation des femmes égyptiennes, et portant sur l’instruction, le travail, l’âge minimum au mariage, le divorce, etc.  Bien que rejeté, ce programme est la première occasion de discussions parlementaires portant sur le statut global des femmes.   

### Semi-reconnaissance politique lors de la révolution égyptienne (1920-1952)
Durant les émeutes dites révolution de 1919, des manifestations de femmes contre l'occupant britannique ont lieu le 16 mars, sur la voie publique, organisées par Safia Zaghloul, épouse de Saad Zaghloul, alors exilé, et par la féministe Huda Sharawi. 
La forte mobilisation des femmes en 1919 dans les organisations indépendantistes leur vaut une reconnaissance par le parti Wafd, qui crée l'année suivante le Comité central des femmes, sa branche féminine étant dirigée par Huda Sharawi. Toutefois, celle-ci est rapidement déçue par la mise à l'écart des femmes au sein du parti, et reproche à ses dirigeants de ne pas traiter la question de l’égalité entre les sexes, comme dans cette lettre adressée à Saad Zaghloul, : 

« À cet instant où la question égyptienne est sur le point d’être résolue, il est manifestement injuste que le Wafd égyptien, qui défend les droits de l’Égypte et lutte pour sa libération, puisse dénier à la moitié de la nation la part prise à cette libération. »

Elle quitte le parti, et fonde en 1923 l’Union féministe égyptienne. En 1923, elle acquiert une renommée internationale après avoir décidé de militer en ne portant pas le voile, fortement influencée par une Française convertie, Eugénie Le Brun. En 1925, l'actrice Rose El Youssef, voulant faire évoluer l'image des femmes dans l'opinion, décide de fonder un nouveau magazine culturel, également porteur d'opinions sociales et politiques, et donne à ce magazine son nom,. À cette époque, Le Caire connaît une renaissance intellectuelle et culturelle, d'où émergent plusieurs artistes féminines comme Mounira El-Mahdeya et Badia Masabni. En 1951, la féministe Doria Shafik, fondatrice du mouvement Bint El Nil (« La Fille du Nil », titre d'un film de Aziza Amir de 1929), organise une manifestation devant le Parlement qui rassemble 1500 femmes, pénètre dans l'hémicycle et demande aux députés de leur octroyer le droit de vote. Une promesse lui est faite, qui ne sera pas tenue. Plus tard, la médecin Nawal El Saadawi se fait remarquer en écrivant sur la sexualité des femmes arabes.
Les revendications féminines pendant cette période sont larges, allant des droits politiques des femmes à la réforme de la loi sur le statut personnel. La question du droit au travail est aussi abordée en 1920 par Nabawiyya Musa, avant d'être reprise en 1938 par la Fédération féministe arabe lors de sa création au Caire. 
Progressivement, deux courants se mettent en place : le premier, relativement conservateur, « prône le changement de la condition des femmes mais dans le cadre de la religion et dans le cadre d’« une civilisation particulière à l'Orient » indépendamment de la culture occidentale ». Le second, plus rigoriste, et mené par Zainab Al-Ghazali, est celui du féminisme islamique », qui donne lieu en 1936 à la création de l’Association de la femme musulmane, ensuite dénommée Association des sœurs musulmanes. Le mouvement et sa créatrice se montrent très critiques envers l’Union féministe égyptienne, accusée de vouloir imposer une modernisation à l’occidentale des femmes égyptiennes, éloignée des principes de la religion musulmane.

### Interdiction sous Nasser
Les féministes, qui ont soutenu le mouvement nationaliste, sont mal récompensées après l'arrivée au pouvoir en 1952 du mouvement des officiers libres et de son chef.  Nasser, reprenant une partie des vues progressistes qu'elles ont défendues, met en place un certain nombre d'avancées pour les femmes, que ce soit en matière d'éducation, de santé des mères et de droit au travail. Concernant les droits politiques, il faut une forte pression des mouvements féministes et une grève de la faim de Doria Shafik pour que droit de vote et éligibilité leur soient accordés en 1956.  Mais le droit personnel reste inchangé, et le système patriarcal reste intact. Et surtout, Nasser dissout l’Union des femmes égyptiennes, interdit tous les mouvements féministes, qui ne peuvent plus exercer que des actions caritatives, et fait du féminisme un monopole d'État de fait, exercé au sein d'un service du seul parti au pouvoir, l'Union socialiste arabe,.
Doria Shafik mène toutefois d'autres actions pour protester contre la confiscation du pouvoir par Nasser, et pour faire en sorte que le droit de vote accordé aux femmes, mais restant facultatif, soit assorti d'une obligation de s'inscrire sur les listes électorales. Après une nouvelle grève de la faim en 1957, elle est assignée à résidence à domicile jusqu'à la fin de ses jours, et toutes ses publications sont interdites, qu'elles relèvent de la poésie, de la politique ou de la philosophie. Divorcée deux ans plus tard, son mari ayant été professionnellement inquiété du fait de ses actions, elle termine sa vie dans l'isolement et finit par se suicider en 1975,.

### Sous Sadate
Lorsqu'Anouar el-Sadate arrive au pouvoir,  il ne reste plus aucun mouvement féministe actif, l'émancipation et la condition des femmes restant une prérogative de l'État. La Constitution de 1971 représente de plus pour elles un recul, puisque l'égalité entre hommes et femmes ne s'applique plus que si elle en accord avec la charia. La lecture des textes religieux étant très rigoriste, elles voient ainsi se réduire leur droit au travail et leur participation à la vie publique et politique. L'unique avancée est l'instauration par décret d'un quota de sièges pour les femmes au Parlement et dans les conseils régionaux.  Les demandes précédentes d'Huda Chaarawi et Doria Shafik pour une réforme du statut personnel sont prises en compte par Jihane el-Sadate, épouse du président et Amal Othman, ministre des Affaires sociales ; une loi plus favorable— souvent qualifiée de « loi Jihane » —  limitant la polygamie et les effets de la répudiation est votée en 1979, mais, rejetée par les conservateurs et en premier lieu par des Oulémas, elle est peu appliquée puis annulée pour anticonstitutionnalité des formes de sa promulgation et retirée en 1985.
Un nouveau mouvement fait toutefois son apparition, mené par l'écrivaine et psychiatre Nawal El Saadawi, qui s'était fait remarquer en 1969 avec son livre sur la sexualité des femmes. Farouchement opposée à l'excision, elle lutte aussi contre l'exploitation sexuelle des femmes. Mais surtout, elle s'oppose frontalement à Sadate, en contestant la loi sur le parti unique qu'il a mise en place. Cela lui vaut, ainsi qu'à d'autres militantes d'être emprisonnée en 1981.  

### SousHosni Moubarak
Le début des années 1980 est marqué par le retour de Nawal el Saadawi, libérée un mois après la mort de Sadate, et sa création de l'Arab Women’s Solidarity Association. La décennie voit éclore de nouvelles associations de femmes :  Bint al-‘Ard society (Association Fille de la terre) en 1984 ; Association for Development and Enhancement of Women (Association pour le développement et la promotion des femmes) en 1987 ; Alliance of Arab Women (Alliance des femmes arabes) en 1987  ; New Woman (La Nouvelle femme) en 1991.

### AuXXIesiècle
En 2011, les femmes participent activement aux manifestations sur la place Tahrir du Caire, qui ont lieu dans le cadre de la révolution. La même année, la militante égyptienne Aliaa Magda Elmahdy questionne le rapport au corps dans les sociétés arabes en postant des photos d'elle dénudée.

## Féminisme et mariage
En 1994, devant une réforme annoncée du code civil, les féministes font écho à un large débat dans la société égyptienne dans les années 1890, initié par Aïcha Taymur et Zaynab Fawwaz sur la nature du contrat social qu'il représente. Les féministes tentent de faire intégrer dans le code civil les droits islamiques reconnus aux femmes tels que le droit au divorce, à l'éducation et au travail. Malgré un lobbying intense, ces demandes sont rejetées par le ministère de la Justice, qui argue que cela introduirait des modifications trop importantes dans le code personnel. En compensation, le ministre leur accorde quelques compensations mineures dans la version du code dévoilée en 1999. Il met fin au statut réservé aux hommes du droit au divorce, en intégrant dans le code la pratique islamique de la répudiation par les femmes, ou khul', qui permet aux femmes de décider de  la séparation, moyennant l'abandon de tout ses droits financiers, y compris le paiement d'une pension alimentaire, celle du mu'akhar (somme forfaitaire perçue lors d'un divorce) et la restitution de sommes reçues à l'occasion du mariage (le mahr, souvent utilisé d'ailleurs par l'épouse pour meubler la maison). Le droit de voyager seule est aussi prévu, mais il est retiré après d'intenses débats parlementaires, où certains députés arguent  que l'ensemble de ces modifications sont contraires à la charia, qui selon eux accorde exclusivement au hommes le droit de divorce et de contrôle des actes des femmes, voyages inclus.
Si les féministes font entendre leur voix sur des problèmes sociaux, celle-ci n'est toutefois pas prise en compte quand il s'agit de questions juridiques, où la voix des Oulémas est prépondérante dès lors qu'il y a un lien entre les lois édictées et la charia. Ceci s'applique dans un moindre mesure aux parlementaires, qui ont tout intérêt de s'assurer de leur accord préalable pour éviter des rejets, rendant les évolutions législatives très complexes.

## Féminisme et voile
La question du port du voile est prégnante en Égypte depuis la fin du XIXe siècle, époque à laquelle Eugénie Le Brun, convertie à l'islam et jouant un rôle de médiatrice entre la société occidentale et la société égyptienne, pointe l'absence d'obligation du port du voile dans le Coran, analyse relayée par les réformistes musulmans Mohamed Abduh puis Qasim Amin.
En 2014, on compte 80 % d'Égyptiennes portant le voile musulman, bien que cette pratique ne soit pas obligatoire. Même si la présence de l'islam est séculaire dans le pays, la mode du voile a surtout connu une poussée dans les années 1970, avec le retour en Égypte de citoyens expatriés dans les pays du Golfe et marqués par l'idéologie wahhabite. Par la suite, divers évènements politiques et médiatiques (conflit israélo-palestinien, guerre en Afghanistan et en Irak, lancement de la chaîne satellitaire al-Jazeera) ont renforcé le port du voile comme réflexe identitaire et anti-occidental. Au milieu des années 2000 naît pourtant un rejet de cette pratique, qui, si elle est minoritaire, n'en est pas moins palpable dans la société : en 2006, la téléprédicatrice Basma Wahba abandonne son voile, et l'actrice Abir Sabri l'année suivante, provoquant autant la colère des imams que l'admiration de nombreuses femmes. La révolution anti-Moubarak de 2011 est pour sa part non seulement une révolte contre le régime autoritaire en place, mais aussi contre le patriarcat, portée par une jeunesse urbanisée : enlever son voile devient ainsi pour les femmes une forme de défi, accentuée en 2012-2013 par l'instauration d'un gouvernement pro-islamiste dirigé par Mohamed Morsi, finalement renversé par l'armée en juillet 2013.

## Accès des femmes aux postes à responsabilité
En janvier 2011, les femmes comptent pour 23 % des parlementaires, alors que 20-25 % d'entre elles sont actives professionnellement.
En 2017, Nadia Ahmed Abdou devient la première femme gouverneure en Égypte, à la tête du gouvernorat de Beheira. En 2019, Manal Awad Mikhail devient la seconde, dirigeant le gouvernorat de Damiette, mais la première issue de la minorité copte.

## Féministes égyptiennes célèbres
Voir aussi catégorie « Féministe égyptienne ».
- Aminah al-Sa'id
- Doria Shafik
- Huda Sharawi (Union féministe égyptienne)
- Ceza Nabarawi
- Nabawiyya Musa
- Nawal El Saadawi
- Aliaa Magda Elmahdy
- Esther Fanous
- Zaynab Fawwaz
- Malak Hifni Nasif
- Eugénie Le Brun
- Aisha Rateb
- Sérénade Chafik
- Safia Zaghloul
- Laila Abou Saif